# Mesone omega
Il mesone omega ({\displaystyle \omega }) appartiene alla classe dei bosoni vettore leggeri e può essere prodotto nelle collisioni elettrone-positrone {\displaystyle e^{+}} {\displaystyle e^{-}}. Questo mesone esiste in natura in un'unica forma, con massa di circa 782.6 MeV/c2, e forma un singoletto di isospin (ovvero il suo isospin è zero).
Il mesone {\displaystyle \omega } è una risonanza, con larghezza {\displaystyle \Gamma }  di circa 8.5 MeV, corrispondente ad una vita media di circa 7.8 × {\displaystyle 10^{-23}} secondi; questi valori indica che i processi relativi a questo mesone sono regolati dall'interazione forte. Questa particella è interpretata come uno stato legato dei quark up (u) e down (d) con i corrispondenti antiquark ed ha un momento angolare totale J uguale a zero e parità negativa.
Il campo associato al bosone omega è descritto dalla Lagrangiana di Proca.

## Tabella del mesone omega
| Particella   | Simbolo | Antiparticella | composizione                                                          | Massa a riposo MeV/c² | S | C | B | Vita media secondi | Principale modo di decadimento |
| ------------ | ------- | -------------- | --------------------------------------------------------------------- | --------------------- | - | - | - | ------------------ | ------------------------------ |
| Mesone omega | ω       | Se stesso      | {\displaystyle \mathrm {\frac {u{\bar {u}}+d{\bar {d}}}{\sqrt {2}}} } | 782                   | 0 | 0 | 0 | 7,8×10−23          | π+ π- π0                       |